# 브리 지방

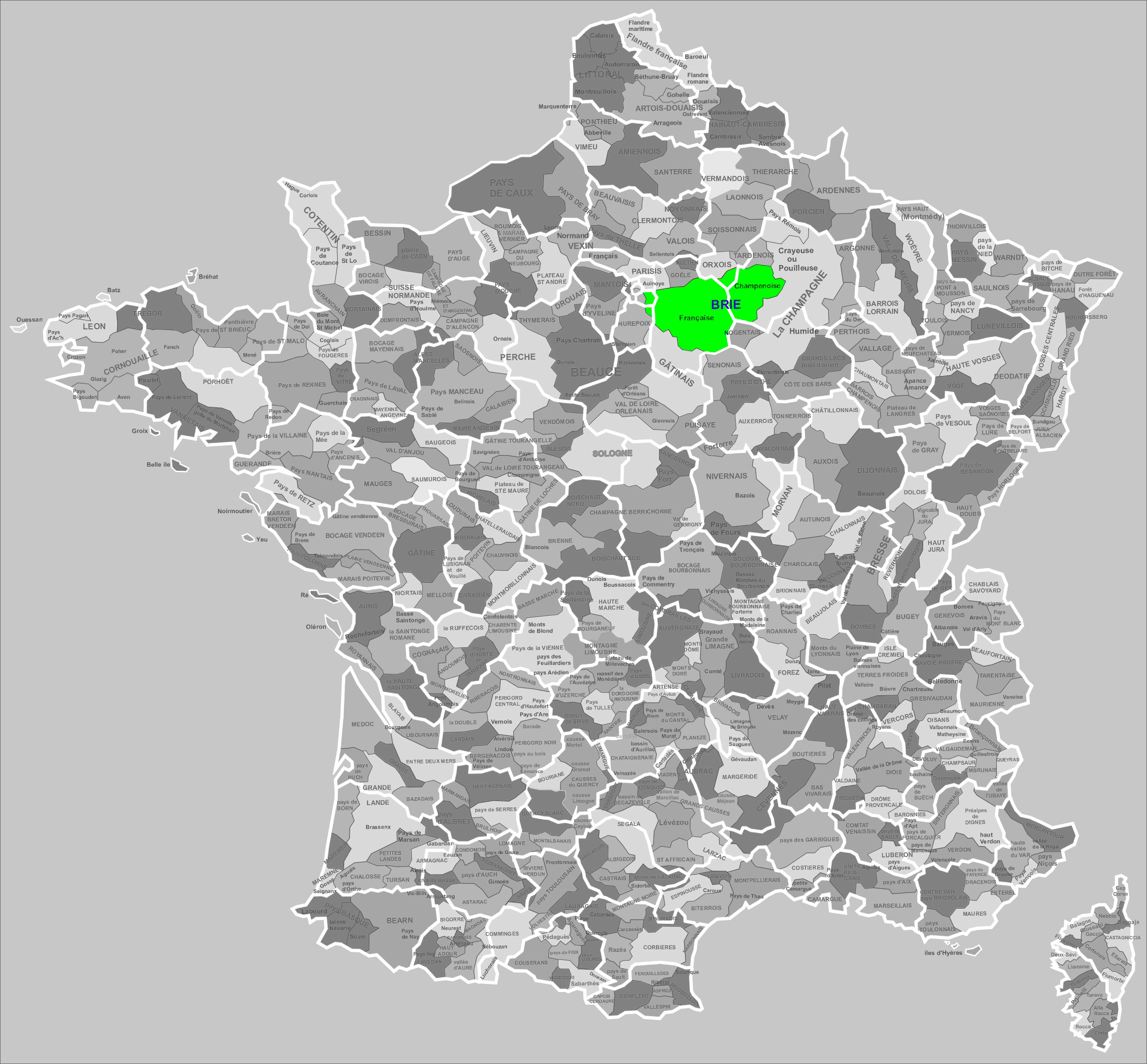
프랑스의 브리

브리 지방(Brie, /briː/, 프랑스어 발음: [bʁi])은 현대 브리 치즈로 유명한 프랑스 북부의 역사적인 지역이다. 한때 이곳은 서로 다른 봉건 영주들이 통치하는 세 구역으로 나뉘었다. 서부 브리 프랑세즈(Brie française)는 대략 일드프랑스(Ile-de-France) 지역의 현대 센에마른(Seine-et-Marne) 구역에 해당한다. 동부 브리 샴페인(East Brie champenoise)은 역사적인 샴페인 지역(현대 Grand Est의 일부)에 있는 마른주의 일부를 구성한다. 그리고 북부 브리 푸유즈(Brie pouilleuse)는 피카르디(Picardy)의 현대적인 엔주(Aisne)의 일부를 구성한다.
브리는 서쪽에서 약 100~150미터(325~500피트), 동쪽에서 150~200미터(500~650피트) 사이의 고도가 다양한 돌출부가 거의 없는 고원을 형성한다. 표면 토양은 맷돌 및 건축 목적으로 사용되는 규산 사암 조각이 박힌 점토이다. 하층토는 석회암이다. 마른강과 그 지류인 그랑모랭(Grand Morin)과 프티모랭(Petit Morin)이 주요 강이지만 이 지역에는 물이 풍부하지 않고 강수량도 50~60cm(20~24인치)에 불과하다.

## 주요 마을
- 샤토티에리
- 모 (프랑스)
- 믈룅
- 프로뱅

## 주요 강
- 마른강